# Piton de la Fournaise
De Piton de la Fournaise is een vulkaan op het eiland Réunion. Deze schildvulkaan is een van de actiefste vulkanen op aarde: sinds 1640 zijn er 153 geregistreerde uitbarstingen geweest.
De hoogte van de Piton de la Fournaise, die door de tijd heen zo'n beetje het boegbeeld is geworden van het eiland, is 2.631 meter. De vulkaan bevindt zich ten zuidoosten van de Piton des Neiges, een hogere vulkaan die al minstens 12.000 jaar niet meer actief is geweest. Deskundigen schatten dat de Piton de la Fournaise ongeveer 530.000 jaar geleden is ontstaan. De vulkaan heeft verschillende oude kraters, waaronder de Commersonkrater (2.000 jaar oud op 2.225 m), de Formica Léo (een vulkaankegel van 125 m lengte en 90 m breedte op 2.218 m) en de Borykrater (op 2.631 m). De voornaamste krater is de Dolomieu op 2.366 m hoogte, die een doorsnede heeft van 1.000 op 700 m.
Het gebied rondom de Piton hoort bij het stadje Le Tampon.
De Piton de la Fournaise heeft ook zijn eigen toeristeninformatie, het "Maison du Volcan". Hier is eveneens een museum te vinden met foto's en informatie over uitbarstingen uit het verleden. De beste maanden om de berg te beklimmen, zijn mei tot november, vanwege de betere weersomstandigheden in die maanden.